# 2019年1月中國大陸

## 1月1日
- 中华人民共和国主席习近平与美国总统特朗普互致贺信，热烈祝贺两国建交40周年[1]。

## 1月2日
- 中国共产党中央委员会总书记习近平在人民大会堂主持《告台湾同胞书》发表40周年纪念会，並發表讲话[2]。
- 涉及陕西省千亿矿产案，录视频曝料的最高法院法官王林清，晚上从山东回到北京时，在自家的地下车库被最高法院的人带走，被扣留在最高法院内部招待所，遭长时间审讯[3]。

## 1月6日
- 据报从上周起艺术类院校校考报名开始，适逢艺考改革前的最后一次校考，而掌握着全国十几所艺术院校报名渠道“艺术升”第三方网站或App，到上个周末被彻底挤爆。许多考生无法登陆，导致报名失败。有不少艺考生反馈这款APP崩溃、闪退、封号与乱码，无法正常报名，从而导致许多艺考生错过了考试报名时间。而更具争议的是这款APP内有六百元的VIP卡提供所谓“加急审核”，据指依赖放售该卡该公司可以年收好几亿[4][5][6]。
- 大连海关晚间回应，对关员管兆津被指受贿等情况，正对当事人停职和调查中。據悉該關員的卜姓妻子已先後兩次舉報，表示管男自2016年開始，累計與14名代購女性發生不正當性關係，更因此協助走私並收受賄賂[7][8]。

## 1月7日
- 月球车“玉兔二号”因月晝高温，开始休眠至1月10日[9]。

## 1月8日
- 中新(重庆)战略性互联互通示范项目（中新互联互通项目）联合实施委员会第四次会议在重庆举行[10]。
- 北京宣武师范学校附属第一小学於上午11時左右發生襲擊案，該校一未有續約的維修工持手錘在校內打傷多名學童，正在上課的學童中有20名受傷，其中3人傷勢嚴重，後均送醫救治。男子後被當場控制。傳言一度是「砍人」襲擊，大批驚慌的家長聞訊趕至學校關切，但未被校方即時告知實情[11][12][13]。

## 1月9日
- 中国国务院批复同意撤销山东省地级市莱芜市，其所辖区域划归济南市管辖。原莱芜市莱城区改为济南市莱芜区；原莱芜市钢城区改为济南市钢城区。

## 1月10日
- 晚间，有69年歷史的北京市人民政府正式摘牌。位于通州区的北京城市副中心於11日早晨也正式揭牌使用[14][15]。

## 1月14日
- 大连市中级人民法院重審加拿大公民謝倫伯格內地走私冰毒一案，由囚 15 年改判死刑，並沒收全部財產[16][17]。

## 1月16日
- 江苏扬州邗江区桑树脚考古发掘地在下午被当地瘦西湖街道和城管进行强拆，并未有出示执法证明文件，过程中两名在场的扬州市文物考古研究所职员被打伤，未知考古遗迹有否损毁状况。该地据悉涉及中唐时期扬州开元寺、晚唐五代光孝院两处古代建筑的相关遗迹。江苏省文物局介入调查该事件[18]。

## 1月18日
- 晚間，济南市天桥区一居民小区35岁男子柏某才在家中将父母、妻子及两个儿子杀害并放火焚烧后从六楼跳下死亡。[19]

## 1月21日
- 廣東省「基因編輯嬰兒事件」調查組對事件定性，稱賀建奎是私自開展此活動，表示如涉嫌犯罪將移交公安機關處理。中共中央總書記習近平同日在中共中央黨校亦特別提到，要圍繞基因編輯、醫療診斷等領域加快推進立法工作。科技部已暫停賀建奎等的科技活動，南方科技大學也與賀解除合約[20]。
- 省部级主要领导干部坚持底线思维着力防范化解重大风险专题研讨班上午在中共中央党校开班，中共中央总书记习近平在开班式上围绕防范化解重大风险发言，涉及政治、意识形态、经济、科技、社会、外部环境、党的建设等领域。不少地方两会此前都调整开会时间，避开1月20日下午-25日上午，相信与研讨议程有关[21]。
- 河北省保定市政法委对记者表示，正指导保定市警方、检方及涞源县警方、检方对涞源反杀案进行审查。同日，涞源县检察院称，保定市检察院已启动案件审查程序[22]。

## 1月25日
- 河北灤平縣曾多次申請保外就醫被拒的八旬老太李淑賢，被獲准假釋出獄，實行非監禁刑罰社區矯正，已被其女兒接回家中。其因上访在2016年11月被判寻衅滋事罪，原刑期是到2019年3月[23][24]。
- 山东省潍坊市检察机关对山東省平度市老兵維權抗議中的钟世峰、王绪章、郑向冰等10人以涉嫌故意伤害罪、妨害公务罪、聚众扰乱社会秩序罪依法批准逮捕。同日，江苏省徐州市检察机关对江苏镇江老兵維權抗議的白俊国、张小龙、高建辉等9人以涉嫌聚众扰乱社会秩序罪、故意伤害罪依法批准逮捕[25]。

## 1月31日
- 山东省禹城市张庄镇的女子方洋洋被共同生活人虐待致死。